# Bågaträsket
Bågaträsket är en sjö i Lycksele kommun i Lappland och ingår i Umeälvens huvudavrinningsområde. Sjön har en area på 0,463 kvadratkilometer och ligger 250 meter över havet. Bågaträsket ligger i Vindelälven Natura 2000-område.

## Delavrinningsområde
Bågaträsket ingår i det delavrinningsområde (718515-164457) som SMHI kallar för Mynnar i Rotenträsket. Medelhöjden är 269 meter över havet och ytan är 7,25 kvadratkilometer. Det finns inga avrinningsområden uppströms utan avrinningsområdet är högsta punkten. Vattendraget som avvattnar avrinningsområdet har biflödesordning 4, vilket innebär att vattnet flödar genom totalt 4 vattendrag innan det når havet efter 181 kilometer. Avrinningsområdet består mestadels av skog (58 procent) och sankmarker (30 procent). Avrinningsområdet har 0,47 kvadratkilometer vattenytor vilket ger det en sjöprocent på 6,4 procent.